# Tom Short
Tom Short (Sinh 23/03/1957) là một nhà truyền giáo người Mỹ chuyên đi thăm các trường đại học, ông có liên kết với các nhà thờ Great Commission.
 Ông đặt niềm tin mạnh mẽ vào Phúc Âm, dựa trên Kinh Thánh, bao gồm sự cứu chuộc tội lỗi bằng cách tin vào Giêsu Kitô, và tất cả các Kitô hữu nên công khai thú tội của mình, được rửa tội, và đào tạo môn đệ. Vào năm 2007, ông Short tự nhận là ông đã đi thăm trên 100 trường đại học trong nước. Ông Short tuyên bố mục đích của ông là được nhìn thấy những người ông trò chuyện, trong khuôn viên đại học, đến với Chúa Kitô. Dù ông hay đi đây đó, ông sống tại Columbus, Ohio. Ông là một người chồng và là người bố của năm người con.

## Người ủng hộ và mục sư
Tom Short được phong chức vào những năm cuối của thập niên 1970 bởi các vị trưởng lão của Hoạt động "Blitz" tại nhà thờ Solid Rock (giờ là nhà thờ Linworth Road) tại Columbus, Ohio. Hoạt động truyền giáo lúc ấy bao gồm mời gọi mọi người lên xe để các xe buýt có đầy ắp người, nhạc cụ và các sách nhỏ để khuây khỏa cuộc vận động 2 hay 3 ngày của đại học. Họ dùng tiếng hát, mạnh mẽ trao sách nhỏ và tụ tập tại vỉa hè để thu hút nhiều đám đông và để đạt được trạng thái bão hòa trong với những người tài trí. Năm 1980, ông Short bắt đầu tự mình giảng đạo trong khuôn viên đại học khi làm việc cho nhà thờ tại College Park, Maryland, và giữ mãi vị trí cố định bên ngoài thư viện Hornbake trên khuôn viên của University of Maryland. Hoạt động Blitz cuối cùng đã tự thành lập và trở thành "Great Commission của quốc tế".
Trong những năm của thập niên 1980, Tom Short giảng đạo tại các khuôn viên đại học, trong khi giúp đỡ thành lập Hội học sinh Kitô hữu có cuộc sống mới, một mục vụ tại khuôn viên đại học được chỉ huy bởi các thành viên nhóm Great Commission của quốc tế.
Ông Short làm mục sư, cho một thời gian ngắn, tại nhà thờ cộng đồng tại Woodstock Roswell, Georgia vào năm 1990, trong khi ông phục vụ tại khách sạn Roswell Holidy Inn, rồi ông chuyển đến San Diego để làm mục sư cho nhà thờ cộng đồng MountainView.

## Trở lại khuôn viên đại học

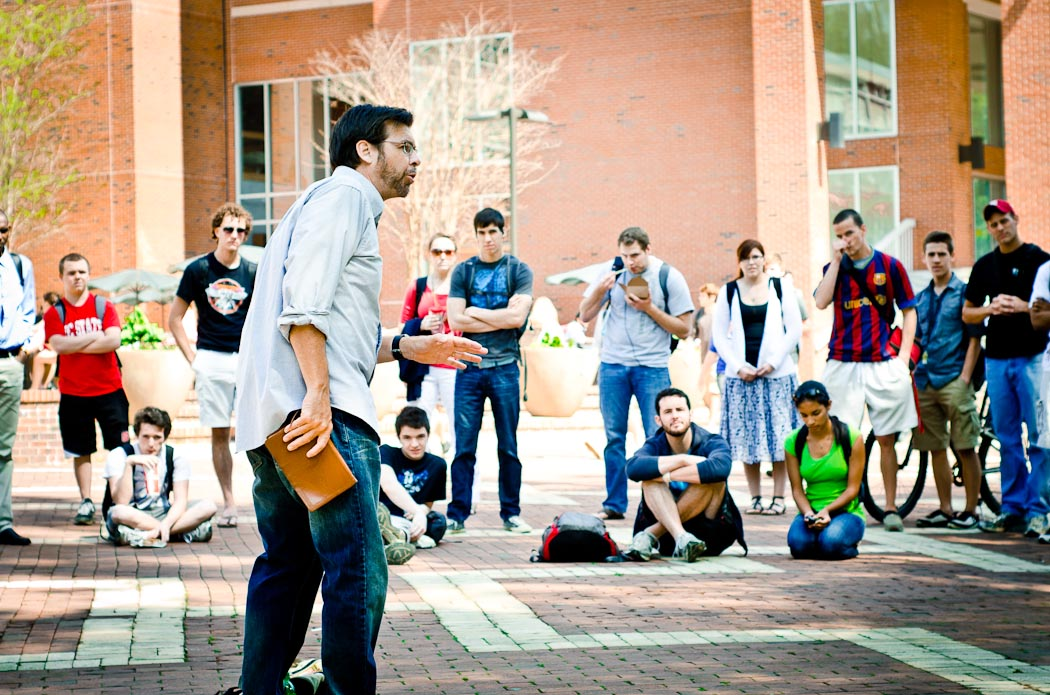
"Kể cho các thanh niên nghe sự thật về Chúa"

Vào năm 1996, mục sư đã từ chức và dành riêng thời gian của mình cho việc mục vụ. Cách ông Short giảng dạy vẫn tiếp tục là đề tài tranh cãi cho vài người, nhưng lại là nguồn hy vọng cho nhiều người khác. Rick Whitney, một người hăng hái ủng ông Short, và là một Người chỉ huy khu vực của Nhiệm Vụ Vĩ Đại, nói, ''Đấy là một diễn đàn công cộng; đấy là vấn đề của tự do ngôn luận, nên một vài người mới không thích cách Short trình bày ý kiến của ông''. 
Nhiều người để ý rằng ông Short không bao giờ cố tình gây mất lòng ai hết, tuy nhiên hậu quả của các ý kiến gây tranh cãi khiến nhiều người cảm thấy mất thiện cảm với ông. Chính ông Short có nói, "Tôi nhận ra khi tôi đến các khuôn viên trường để nói về sự thật mà không được phổ biến và có khả năng thách thức các lối nghĩ của đại học, nên tôi nhận ra sẽ có người phản ứng lại với sự thật. Mục đích của tôi không phải là khiến người khác bực dọc. Nhưng nếu có ai nghe thấy sự thật về Chúa mà lại ngoảnh mặt đi, thì tôi lại thấy khó chịu. Chúng ta thấy trong nguyên một cuốn Kinh Thánh, con người thường bị giết vì dám đứng về phía Chúa và sự thật."
Ông lớn tiếng nói cùng đám đông, ông chỉ ra rằng đạo đức và các vấn đề về tình dục thường được người ta chú ý nhiều nhất. "Các em đã ăn trái từ cây mà Êva đã ăn, cùng một cây mà Hitler đã ăn," ông Short phát biểu tại Đại học Bắc Texas. "Và trái đó đưa chúng ta đi tuyến đường cao tốc tới địa ngục."
Một chủ đề nóng bỏng, của phần tranh luận, luôn được ông Short nhắc đến trong hầu hết các thông điệp của ông: đồng tính luyến ái. "Tôi yêu thích đồng tính luyến ái," ông Short tuyên bố vào năm 2005, cho rằng ông và vợ mình Rosalyn đã khuyên 15 người đồng tính thành công sống lối sống của những người khác giới bằng tình yêu và lời cầu nguyện của hai ông bà. Ông tuyên bố với UCM Maneater năm 1997, "Qua nhiều năm, tôi đã đưa nhiều người đồng tính đến với Chúa Kitô. Thường thì tôi là người đầu tiên nói với họ là có một cách để thoát khỏi sự đồng tính luyến ái và cách đó là thông qua Chúa Kitô." Lúc ấy, ông đã tự nhận rằng ông đã giúp ít nhất 20 người thoát khỏi sự đồng tính luyến ái. "Tôi nghĩ Chúa yêu thương tất cả mọi người, nhưng Ngài không tiếp tục để họ phạm sai lầm", ông nói.
Trang mạng của ông Short, "Bản báo cáo ngắn," đã có mặt trên mạng từ cuối năm 1999 với các bản tin xác đáng về các vấn đề của Kitô giáo và một danh sách gồm các câu hỏi và đáp chứng minh góc nhìn theo Kinh Thánh của ông; bản báo cáo trình bày tỉ mỉ lịch trình của các ngày sắp tới và các thông tin khác của mục vụ.
Vào năm 2004, Tom Short đã phát biểu trong một diễn đàn không tranh cãi riêng với Jamal Badawi, một học giả Hồi giáo nổi tiếng tại Đại học bang Iowa. Cả hai nhà diễn thuyết chính trình bày cách nhìn, từ đạo của họ, về Chúa Giêsu và cùng trả lời câu hỏi trong diễn đàn, đồng tại trợ vởi nhóm Hồi giáo tại đại học và nhóm học sinh Nhà thờ Nhiệm Vụ Vĩ Đại tại địa phương.

## Khóa huấn luyện mùa hè về tình thầy trò
Ngày nay, ông Short tiếp tục nỗ lực truyền giáo trong khuôn viên đại học. Ông cũng tổ chức trại hè tại Columbus, Ohio cho học sinh đại học và học sinh lớp 12 "chương trình được tạo... để giúp các em chuẩn bị sẵn sàng cho bước tiếp theo trong đời, trở thành sinh viên đại học và một Kitô hữu trong Nhiệm Vụ Vĩ Đại" thông qua khóa huấn luyện nghiêm ngặt về "Thần học và tư tưởng Kitô giáo, kỷ luật để tăng trưởng tâm linh, làm thế nào để chia sẻ tình yêu của Thiên Chúa với người khác, làm thế nào để khám phá ơn gọi của Thiên Chúa trong cuộc sống của các em, và biện hộ." Lịch trình bao gồm các ngày trong tuần và ngày cuối tuần, kéo dài suốt một tháng rưỡi cho học sinh lớp 12 và hơn hai tháng cho sinh viên đại học. Thêm vào đó, học sinh được mời dự Hội nghị Mục sư Quốc gia ở trung tâm Missouri tại Nhà thờ Nhiệm Vụ Vĩ Đại.